# 앤턴 퍼디낸드
앤턴 줄리언 퍼디낸드(영어: Anton Julian Ferdinand, 1985년 2월 18일 ~ )는 잉글랜드의 전 축구 선수이다. 과거 수비수로 뛰었다.
2013년 1월 겨울이적시장에서 그는 터키 부르사스포르로 임대되었다.
그는 은퇴한 축구선수 리오 퍼디낸드의 동생이기도 하다.